# Hecho en Yucatán

Logotipo "Hecho en Yucatán".

«Hecho en Yucatán» es una leyenda que se utiliza como denominación de origen para productos yucatecos. Para hacer uso del logotipo, es necesario que el producto sea manufacturado en Yucatán o bien, que sea un producto comercializado en su forma natural de origen yucateco. Asimismo, este distintivo certifica que los productos han sido elaborados o producidos en esa zona geográfica y cumplen con ciertas características y estándares de calidad específicos. Puede aplicarse a una variedad de productos, como alimentos, artesanías y otros bienes que reflejen la identidad cultural y la tradición de la región.

## Historia
El proyecto Hecho en Yucatán surgió en septiembre de 2018 como una iniciativa de la delegación estatal de la Cámara Nacional de la Industria de la Transformación
(CANACINTRA). El 26 de agosto de 2020 el Instituto Mexicano de la Propiedad Industrial (IMPI) emitió el registro número 2113618 con el que la marca Hecho en Yucatán se transformaba en una marca de certificación geográfica avalada por el Gobierno Federal de México.